# Nathan E. Kendall

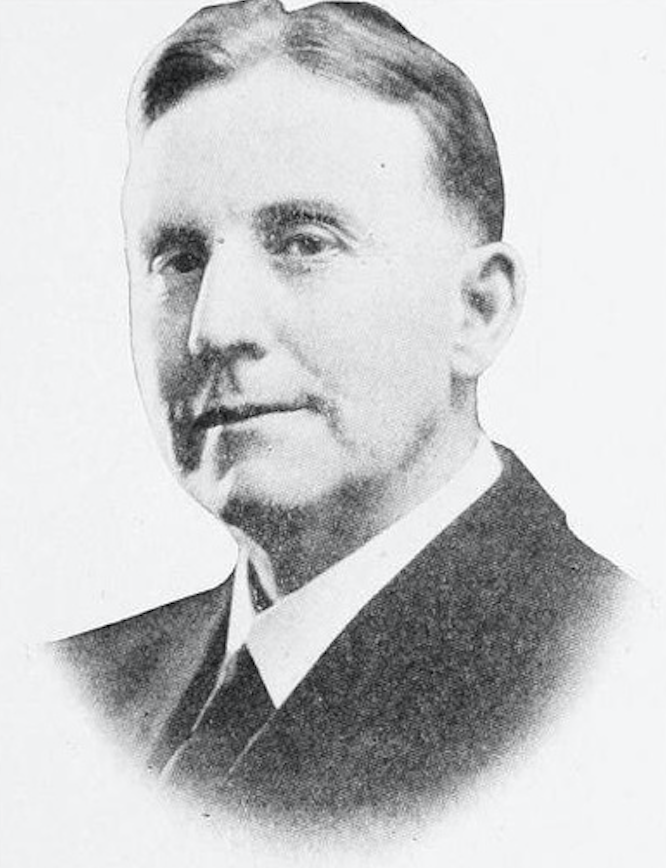
Nathan E. Kendall (1921)

Nathan Edward Kendall (* 17. März 1868 bei Greenville, Clay County, Iowa; † 5. November 1936 in Des Moines, Iowa) war ein US-amerikanischer Politiker (Republikanische Partei) und von 1921 bis 1925 der 23. Gouverneur des Bundesstaates Iowa. Er war außerdem von 1909 bis 1913 Abgeordneter im US-Repräsentantenhaus.

## Frühe Jahre und politischer Aufstieg
Nathan Kendall besuchte die örtlichen Schulen seiner Heimat. Nach einem anschließenden Jurastudium wurde er im Jahr 1887 als Rechtsanwalt zugelassen. Danach begann er in Albia zu praktizieren. Zwischen 1890 und 1892 war er Anwalt dieser Stadt, von 1893 bis 1897 war er Bezirksstaatsanwalt im Monroe County. Danach war er zwischen 1899 und 1909 Abgeordneter im Repräsentantenhaus von Iowa. Im Jahr 1909 war er Speaker dieses Hauses. In den Jahren 1909 bis 1913 vertrat er seinen Bundesstaat im US-Repräsentantenhaus in Washington. Nach seiner Zeit im Kongress war er wieder als Rechtsanwalt tätig. Im Jahr 1920 wurde er zum neuen Gouverneur seines Staates gewählt, wobei er sich mit knapp 59 Prozent der Stimmen gegen den Demokraten Clyde L. Herring durchsetzte.

## Gouverneur von Iowa
Kendall trat sein neues Amt am 13. Januar 1921 an. Nach einer Wiederwahl im Jahr 1922 konnte er bis zum 15. Januar 1925 im Amt bleiben. In dieser Zeit wurde die Regierung von Iowa neu organisiert. Unter anderem wurden einige Behörden zusammengelegt. Die Regierung sorgte auch für die Betreuung der Waisen sowie der behinderten und missbrauchten Kinder. Das Straßennetz des Landes wurde ebenso ausgebaut wie die staatlichen Parkanlagen.
Zwischenzeitlich litt Kendall an Herzproblemen. Im August 1923 trat er einen längeren Genesungsurlaub nach Hawaii an. Während dieser Zeit wurde er von Vizegouverneur John Hammill vertreten. Damals wurde sogar mit dem Rücktritt Kendalls wegen seiner gesundheitlichen Problemen gerechnet, aber er brachte seine Amtszeit dann regulär zu Ende.
Nach dem Ende seiner Amtszeit zog sich Kendall aus den erwähnten gesundheitlichen Gründen aus der Politik zurück. Er verbrachte seinen Lebensabend in Des Moines. Gouverneur Kendall war zweimal verheiratet.